# Josef Reinfuß
Josef Reinfuß (* 1. Juli 1882 in Auspitz, Österreich-Ungarn; † 4. April 1962 in Gotha) war ein tschechoslowakisch-deutscher Lehrer und Politiker.

## Leben
Als Sohn eines Schlossverwalters geboren, studierte Reinfuß nach dem Besuch der Mittelschule in Auspitz Mathematik, Physik, Pädagogik, Philosophie und Astronomie in Brünn, Wien und Graz. Während seines Studiums wurde er 1901 Mitglied der Burschenschaft Libertas Brünn (seit 1958 zu Aachen). Nach seinem Studium arbeitete er als Lehrer bzw. Professor an der Realschule in Prossnitz und ab 1910 an der Landesoberrealschule in Brünn. Im Deutschen Jugendbund gehörte er dem Vorstand an. Im Ersten Weltkrieg war er von 1914 bis 1918 bei der Festungsartillerie in Pola eingesetzt. Er wurde Mitglied und Vorsitzender der von Alois Baeran gegründeten Deutschen Mittelstandspartei. 1919 wurde Reinfuß Gemeinderat und später Bürgermeisterstellvertreter von Brünn. Er wurde Mitglied des Deutschen Nationalrates. Er gehörte ab 1915 als Abgeordneter dem Mährischen Landtag an. 1925 war er für die Deutsche Nationalpartei im Prager Parlament als Listenführer der geeinten deutschen bürgerlichen Parteien tätig. Er war auch Mitglied und Beisitzer des Landesausschusses, Verwaltungsratsmitglied der mährisch-schlesischen Elektrizitätsgesellschaft und ab 1921 Mitglied im Ausschuss der Ersten Mährischen Sparkasse in Brünn, deren Oberdirektor er 1939 wurde. 1933 wurde er von den Tschechen seines Dienstes enthoben, kehrte bald darauf jedoch wieder zurück. 1945 saß er in den Gefängnissen Zeile und Mürau in Haft, wurde vom tschechischen Volksgericht jedoch freigesprochen. Er ging nach Gera. Dort wurde er Lehrer an der Kreisvolkshochschule.